# (152680) 1998 KJ9
(152680) 1998 KJ9 — субкілометровий астероїд, класифікований як навколоземний об'єкт і потенційно небезпечний астероїд групи Аполлона. За абсолютною зоряною величиною це 3-й за величиною астероїд, який пройшов ближче, ніж Місяць.

## Опис
Його виявили 27 травня 1998 року астрономи Лінкольнського центру дослідження навколоземних астероїдів (LINEAR) у ETS лабораторії Лінкольна поблизу Сокорро, штат Нью-Мексико, при видимій зоряній величині 17,6 за допомогою телескопа-рефлектора діаметром 1 м (39 дюймів).
Астероїд відстежували до 9 червня 1998 року. Його було знайдено 28 грудня 2003 року, що подовжило дугу спостереження на 5 років. Два попередніх зображення, зроблених у січні 1990 року, подовжили дугу спостереження на 8 років.
Виходячи з абсолютної зоряної величини 19,4, астероїд має діаметр приблизно 500 метрів (1600 футів). (152680) 1998 KJ9 відзначено близьким наближенням до Землі 31 грудня 1914 року на відстані 0,00155 а. о. (232 000 км). Це один із найбільших об'єктів, які, як відомо, потрапляли на орбіту Місяця. Під час близького зближення 1914 року астероїд досяг приблизно 7,7 зоряної величини.
| ПНО | Дата       | Відстань наближення в місячних відстанях | Відстань наближення в місячних відстанях | Відстань наближення в місячних відстанях | Абс. маг (H) | Діаметр (C) (м) | Посилання (D) |
| ПНО | Дата       | Номінальний (B)                          | мінімум                                  | Максимум                                 | Абс. маг (H) | Діаметр (C) (м) | Посилання (D) |
| --- | ---------- | ---------------------------------------- | ---------------------------------------- | ---------------------------------------- | ------------ | --------------- | ------------- |
| (152680) 1998 KJ 9 | 1914-12-31 | 0,606                                    | 0,604                                    | 0,608                                    | 19,4         | 279—900         | дані          |
| (458732) 2011 МД 5 | 1918-09-17 | 0,911                                    | 0,909                                    | 0,913                                    | 17,9         | 556—1795        | дані          |
| (163132) 2002 CU 11 | 1925-08-30 | 0,903                                    | 0,901                                    | 0,905                                    | 18,5         | 443—477         | дані          |
| 69230 Гермес | 1937-10-30 | 1,926                                    | 1,926                                    | 1,927                                    | 17,5         | 700—900         | дані          |
| 69230 Гермес | 1942-04-26 | 1,651                                    | 1,651                                    | 1,651                                    | 17,5         | 700—900         | дані          |
| 2017 NM 6 | 1959-07-12 | 1,89                                     | 1,846                                    | 1,934                                    | 18,8         | 580—1300        | дані          |
| (27002) 1998 ДВ 9 | 1975-01-31 | 1,762                                    | 1,761                                    | 1,762                                    | 18,1         | 507—1637        | дані          |
| 2002 NY 40 | 2002-08-18 | 1,371                                    | 1,371                                    | 1,371                                    | 19,0         | 335—1082        | дані          |
| 2004 XP 14 | 2006-07-03 | 1,125                                    | 1,125                                    | 1,125                                    | 19,3         | 292—942         | дані          |
| 2015 ТБ 145 | 2015-10-31 | 1,266                                    | 1,266                                    | 1,266                                    | 20,0         | 620—690         | дані          |
| (137108) 1999 AN 10 | 2027-08-07 | 1,014                                    | 1,010                                    | 1,019                                    | 17,9         | 556—1793        | дані          |
| (153814) 2001 WN 5 | 2028-06-26 | 0,647                                    | 0,647                                    | 0,647                                    | 18,2         | 921—943         | дані          |
| 99942 Апофіс | 2029-04-13 | 0,0981                                   | 0,0963                                   | 0,1000                                   | 19,7         | 310—340         | дані          |
| 2017 MB 1 | 2072-07-26 | 1,216                                    | 1,215                                    | 2,759                                    | 18,8         | 367—1186        | дані          |
| 2011 SM 68 | 2072-10-17 | 1,875                                    | 1,865                                    | 1,886                                    | 19,6         | 254—820         | дані          |
| (163132) 2002 CU 11 | 2080-08-31 | 1,655                                    | 1,654                                    | 1,656                                    | 18,5         | 443—477         | дані          |
| (416801) 1998 МЗ | 2116-11-26 | 1,068                                    | 1,068                                    | 1,069                                    | 19,2         | 305—986         | дані          |
| (153201) 2000 WO 107 | 2140-12-01 | 0,634                                    | 0,631                                    | 0,637                                    | 19,3         | 427—593         | дані          |
| (276033) 2002 AJ 129 | 2172-02-08 | 1,783                                    | 1,775                                    | 1,792                                    | 18,7         | 385—1242        | дані          |
| (290772) 2005 ВК | 2198-05-05 | 1,951                                    | 1,791                                    | 2,134                                    | 17,6         | 638—2061        | дані          |
| (A) Цей список включає наближення до Землі на відстані менше ніж 2 місячні відстані (LD) об'єктів з H яскравішим за 20. (B) Номінальна геоцентрична відстань від центру Землі до центру об'єкта (Земля має радіус приблизно 6400 км). (C) Діаметр: оцінений, теоретичний середній діаметр на основі H і діапазону альбедо між X і Y. (D) Посилання: джерело даних з JPL SBDB, з AU, перетвореним на LD (1 AU≈390 LD) (E) Колір коди: не спостерігається при близькому підході спостерігається під час близького підходу майбутні підходи |            |                                          |                                          |                                          |              |                 |               |